# Carlo Andreoli (pianista)
Carlo Andreoli (Mirandola, 8 gennaio 1840 – Reggio Emilia, 22 gennaio 1908) è stato un pianista e compositore italiano.
Fu uno dei primi promotori in Italia della musica di Johann Sebastian Bach, sia in concerto che in attività didattiche; curò anche l'edizione italiana delle opere di Beethoven, Muzio Clementi e Chopin. 

## Biografia

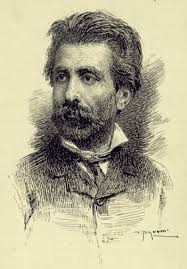
Carlo Andreoli ritratto da Vespasiano Bignami

Nacque nella famiglia di musicisti di Evangelista Andreoli; fra i suoi fratelli si ricordano Guglielmo senior e Guglielmo junior.
Dopo aver ricevuto le sue prime lezioni di pianoforte e organo dal padre, il 12 aprile 1847, a sette anni d'età, debuttò al Teatro comunale di Modena in un saggio di pianoforte insieme al fratello Guglielmo di 11 anni. Nel 1852 si iscrisse al Conservatorio di Milano, diplomandosi sei anni dopo in pianoforte con il maestro Antonio Angeleri. Come il fratello Guglielmo, era di ottimo talento nel pianoforte, con cui si esibì con successo in diversi concerti a Londra. Dal 1858 concerti sia come solista sia insieme ad Alfredo Piatti, Giovanni Bottesini, Camillo Sivori e Joseph Joachim.

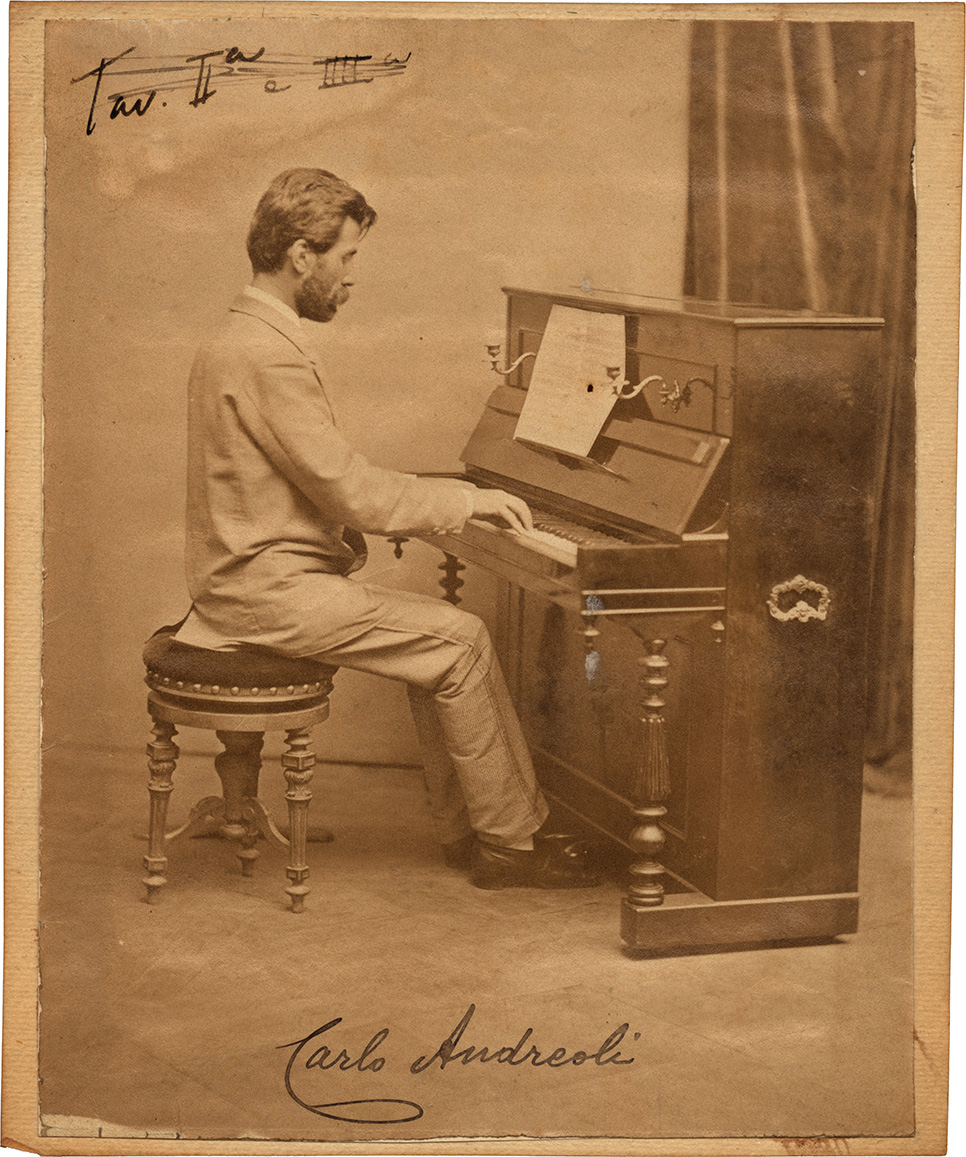
Carlo Andreoli al pianoforte

Tuttavia, dopo il 1871, le sue condizioni di salute lo costrinsero a rimanere in Italia e nel sud della Francia. Nello stesso anno, e per le successive due decadi, fu nominato professore di pianoforte al Conservatorio di Milano, avendo come studenti Alfredo Catalani, Giuseppe Frugatta, Ugo Bassani, Francesco Giarda, Giuseppe Mascardi, Vico Ridolfi, Alfredo Cairati e Alfredo De Luca.
Nel 1872 pubblicò, insieme al maestro Angeleri, un metodo per pianoforte, tradotto anche in numerose lingue.
Dal 1877 al 1887, con l'aiuto del fratello Guglielmo junior, organizzò una serie di 96 concerti sinfonici conosciuti come i Concerti popolari milanesi.
Ritiratosi dall'attività nel 1891 a causa di infermità mentale, morì dopo 17 anni di ricovero in una casa della salute di Reggio Emilia.
Nel 1910, su iniziativa di Giovanni Anfossi, venne inaugurato al Conservatorio di Milano un busto in sua memoria, con un'epigrafe dettata da Arrigo Boito.
Ai fratelli Carlo e Guglielmo junior Andreoli è intitolata la scuola comunale di musica di Mirandola e la filarmonica cittadina. Nel 1956 l'amministrazione comunale mirandolese decise di intitolargli una strada.

## Opere
- Quattro notturni, op. 4-10-12-19
- Tre valzer, op. 5-15-18
- Impromptu, op. 11
- Scherzo, op. 13
- Romanze senza parole, op. 16-17
- Marcia militare, op. 20
- Serenata, op. 21

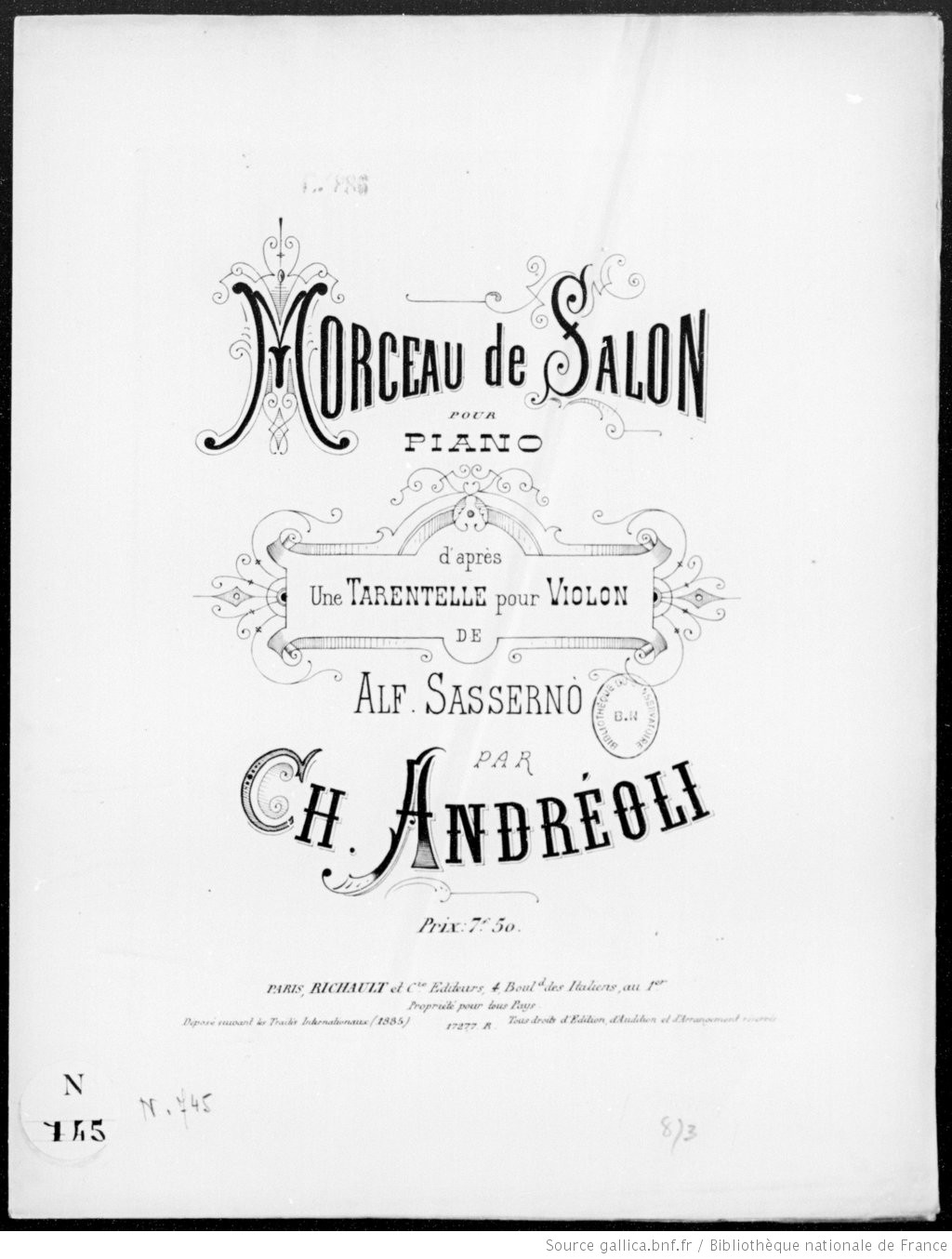
Charles Andréoli, Morceau de salon pour piano d'après une tarentelle pour violon (Parigi, 1878)

- Duetto capriccioso, op. 22, per pianoforte e violoncello
- Cinque pezzi caratteristici, op. 23
- Tarantella e Valzer, op. 24
- Rêverie e Polonese, op. 25
- Sei romanze senza parole (premio società del Quartetto di Milano)
- Studio elegiaco (per l'album in memoria di Vincenzo Bellini)
- Tema con variazioni (1877)
- Studio melodico (1884)
- Morceau de salon (1885)
- Le stagioni (1888)
- Quattro danze (1888)
- Meditazione
- Alcune trascrizioni d'opera